# Голливудская ассоциация иностранной прессы
Голливудская ассоциация иностранной прессы (англ. Hollywood Foreign Press Association, HFPA) — некоммерческая организация журналистов и фотографов, которые освещают события в сфере американской индустрии развлечений для иностранных информационных изданий. Ассоциация насчитывает 90 участников из 55 стран. Организация основана в Лос-Анджелесе в 1943 году. Начиная с 1944 года, Голливудская ассоциация иностранной прессы присуждает премию «Золотой глобус» за лучшие кинофильмы и телевизионные картины.. Организация распущена в июне 2023 года. Картины к награждению Золотым глобусом представляет фонд «Золотой глобус».